# Solenopsis nitidum
Solenopsis nitidum es una especie de hormiga del género Solenopsis, subfamilia Myrmicinae.